# 소프라노스
《소프라노스》(The Sopranos)는 데이비드 체이스가 제작한 미국의 범죄물 텔레비전 드라마이다. 뉴저지주구역의 이탈리아 마피아 토니 소프라노(제임스 갠돌피니 분)가 범죄조직의 두목으로서 가족생활에 어려움을 겪으면서 정신과 의사 제니퍼 멜피(로렌 브라코)와 만나면서 발생하는 사건들이 주된 이야기이다. 그 외 토니의 다양한 가족구성원, 마피아 동료 및 적수들이 조연으로 등장하며 주요인물로 그의 아내 카멜라(이디 팰코)와 제자겸 사촌 크리스토퍼 몰티산티(마이클 임피리올리)가 있다.
1997년에 제작이 결정됐고 HBO 방송국을 통해 1999년 1월 10일부터 2007년 6월 10일까지 총 6시즌, 86화가 방영됐다. 체이스는 《소프라노스》의 30개의 에피소드의 시나리오를 직접 집필하였다. 《소프라노스》의 에피소드들은 팀 밴패튼(Tim van Patten, 총 25편 감독) 외 여러 명의 감독에 의해 연출되었다.《소프라노스》는 많은 비평가들에게 미국 드라마 역사에서 가장 뛰어난 작품으로 평가되고 있다. 21개의 에미상과 5개의 골든 글로브 상을 수상하였으며,
2013년에는 미국 작가 조합에서 이제까지 쓰여진 미국의 최고의 티비시리즈로 선정되었고 ,
티비가이드도 미국 최고의 티비시리즈로 랭크하였다.

## 줄거리
뉴저지 마피아의 중간 보스인 토니 소프라노(제임스 갠돌피니)는 계속되는 이유를 알 수 없는 공황발작으로 정신과 의사 제니퍼 멜피(로레인 브라코)를 찾게 된다. 토니는 아내 카멜라 (이디 팰코) 와 두 자녀를 부양하는 평범한 아버지로서의 생활과 마피아로서의 반사회적인 생활을 동시에 진행하면서 정신적 공황을 겪게 되고 이에 대한 상담은 필연적으로 마피아 내부의 범죄행위를 제니퍼에게 노출하는 결과를 가져온다. 마피아 조직의 중간 보스에 걸맞지 않은 정신적 나약함으로 비추어 질 수 있다는 점과 누군가에게 조직의 비밀을 발설 하고 있다는 사실이 지닌 위험 때문에 상담은 비밀리에 진행되는데...

## 등장인물
토니 소프라노 (Tony Soprano)
제니퍼 멜피 (Dr.Jenifer Melfi)
카멜라 소프라노 (Camela Soprano)
크리스토퍼 몰티산티 (Christopher Moltisanti)
주니어 소프라노 (Junior Soprano)
실비오 단테 (Silvio Dante)
폴리 고티에리 (Paulie Gaultieri)
에이제이 소프라노 (A.J. Soprano)
메도우 소프라노 (Meadow Soprano)
제니스 소프라노 (Jenice Soprano)

## 에피소드
- 시즌 1
  - 01 The Sopranos
  - 02 46 Long
  - 03 Denial, Anger, Acceptance
  - 04 Meadowlands
  - 05 College
  - 06 Pax Soprana
  - 07 Down Neck
  - 08 The Legend of Tennessee Moltisanti
  - 09 Boca
  - 10 A Hit is a Hit
  - 11 Nobody Knows Anything
  - 12 Isabella
  - 13 I Dream of Jeannie Cusamano

- 시즌 2
  - 14 Guy Walks Into A Psychiatrist's Office
  - 15 Do Not Resuscitate
  - 16 Toodle-Fucking-Oo
  - 17 Commendatori
  - 18 Big Girls Don't Cry
  - 19 The Happy Wanderer
  - 20 D-Girl
  - 21 Full Leather Jacket
  - 22 From Where To Eternity
  - 23 Bust-Out
  - 24 House Arrest
  - 25 The Knight In White Satin Armor
  - 26 Funhouse

- 시즌 3
  - 27 Mr. Ruggerio's Neighborhood
  - 28 Proshai, Livushka
  - 29 Fortunate Son
  - 30 Employee of the Month
  - 31 Another Toothpick
  - 32 University
  - 33 Second Opinion
  - 34 He Is Risen
  - 35 The Telltale Moozadell
  - 36 To Save Us All From Satan's Power
  - 37 Pine Barrens
  - 38 Amour Fou
  - 39 Army of One

- 시즌 4
  - 40 For All Debts Public and Private
  - 41 No Show
  - 42 Christopher
  - 43 The Weight
  - 44 Pie-O-My
  - 45 Everybody Hurts
  - 46 Watching Too Much Television
  - 47 Mergers and Acquisitions
  - 48 Whoever Did This
  - 49 The Strong, Silent Type
  - 50 Calling All Cars
  - 51 Eloise
  - 52 Whitecaps

- 시즌 5
  - 53 Two Tony's
  - 54 Rat Pack
  - 55 Where's Johnny
  - 56 All Happy Families
  - 57 Irregular Around the Margins
  - 58 Sentimental Education
  - 59 In Camelot
  - 60 Marco Polo
  - 61 Unidentified Black Males
  - 62 Cold Cuts
  - 63 The Test Dream
  - 64 Long Term Parking
  - 65 All Due Respect

- 시즌 6
  - 66 Members Only
  - 67 Join the Club
  - 68 Mayham
  - 69 The Fleshy Part of the Thigh
  - 70 Mr. & Mrs. John Sacrimoni Request
  - 71 Live Free or Die
  - 72 Luxury Lounge
  - 73 Johnny Cakes
  - 74 The Ride
  - 75 Moe n' Joe
  - 76 Cold Stones
  - 77 Kaisha
  - 78 Soprano Home Movies
  - 79 Stage 5
  - 80 Remember When
  - 81 Chasing It
  - 82 Walk Like a Man
  - 83 Kennedy and Heidi
  - 84 The Second Coming
  - 85 The Blue Comet
  - 86 Made in America